# Samuel Meiger
Samuel Meiger, auch Samuel Meigerius, Samuel Meier oder Samuel Meyer (* 1532 in Rendsburg; † 12. Juni 1610 in Nortorf), war ein deutscher Pastor, Autor, Herausgeber und Gelehrter.

## Leben
Samuel Meiger war Sohn des Rendsburger Pastors an St. Marien Johann Meyer, der zuvor als Geistlicher in Hamburg tätig war und sich dort der lutherischen Reformation anschloss. Johann Meyer soll als einer der ersten Priester in Hamburg eine Ehe eingegangen sein. Sein Sohn Samuel studierte nach dem Besuch der Gelehrtenschule in Rendsburg neun Jahre an der Universität Kopenhagen, wo er den deutschen Reformator Johann Bugenhagen kennenlernte. 1555 kam er von der dänischen Insel Amager, wo er als Vikar tätig war, als Pastor an die St.-Martins-Kirche in Nortorf. Im gleichen Jahr heiratete er seine Frau Gundel, die 1602 nach 47 Ehejahren verstarb.
Er war Autor bzw. Herausgeber zweier Bücher, die ihn in seiner Zeit berühmt machten. In seiner ersten Schrift wandte er sich scharf gegen Hexerei und Zauberei, die er für ein weitverbreitetes Übel hielt, warnte aber vor der Anwendung der Folter. Sein zweites Werk ist ein 10 cm starker Foliant mit Texten von etwa 300 Autoren, der sich heute noch gut erhalten im Archiv der Stadt Nortorf befindet. Die darin gesammelten Beiträge befassen sich mit religiösen, ethischen, weltlichen und historischen Themen.

## Stellung zur Hexenverfolgung
In Meigers Augen war die Hexerei „eine Art Superverbrechen, "die Mutter aller Sünden"“. Sie stelle einen Verstoß gegen sämtliche zehn Gebote dar. Sein dreibändiges Werk De Panurgia Lamiarum, Sagarum, Strigum ac Veneficarum totiusque cohortis magicae Cacodaemonia libri tres. Dat ys: nödige und nütte underrichtinge I. Van der Töverschen geschwinden list und geschicklicheit quodt thodoude, etc., war in Niederdeutsch, verfasst. Meiger richtete sich darin vor allem an die Obrigkeiten in Stadt und Land und forderte sie zur Verfolgung der Zauberer und Hexen auf. Sein Buch erschien 1587. Seit 1590 stiegen die Zahlen der Hexenprozesse in Schleswig-Holstein stark an, wohl nicht zuletzt veranlasst durch Meigers Buch.
Meiger forderte zwar eine unnachgiebige Verfolgung der Zauberer, er warnte aber gleichzeitig davon, dass die Anwendung von Folter zur Erpressung von Geständnissen dazu führen würde, dass Unschuldige fälschlich angeklagt und verurteilt würden:
So ys nu dyt myn intens unde meininge gewesen dat de overicheit darvan recht muchte underrichtet werden, wath töverye vor eyne schrecklike sünde sy opdat gelyck alse se de rechten bekanden und avertügeden töverschen na Gades Worde und Keyserrechten nicht schal vorschonen sunder dat böse van der erden wech dhon, dat se also wedderumme sick wol förseen möge dat se op ringeschätzige ungewisse ungegründede ja underwilen valsche betichtinge unde anklage nicht unbesunnen thor marter unde tortur mit den unschuldigen yle.
„So ist nun dies meine Absicht und Meinung gewesen, dass die Obrigkeit davon recht unterrichtet werden möge, was Zauberei für eine schreckliche Sünde sei, damit, gleichwie sie die richtigen, bekannten und überführten Zauberer nach Gottes Wort und kaiserlichem Recht nicht verschonen, sondern das Böse von der Erde wegtun soll, sie doch wiederum sich wohl vorsehen möge, dass sie auf geringschätzige, ungewisse, unbegründete, ja mitunter falsche Bezichtigung und Anklage nicht unbesonnen zur Marter und Tortur mit den Unschuldigen eile.“

## Sonstiges
Meigers Name findet sich auf dem Taufkessel von 1589 in der Nortorfer Kirche: Ihr werdet Wasser schöpfen aus dem Brunnen des Erlösers – M. Samuel Meiger Pastor zu Nortorf, lautet die Übersetzung der lateinisch-niederdeutschen Inschrift (Jes 12,3 ). Während seiner Amtszeit als Nortorfer Pastor ging 1574 beim Brand das Pastorats die gesamte Bibliothek verloren. Um 1580 wurde der Kirchturm gebaut und 1589 der Taufkessel angeschafft.

## Werke
- De Panurgia Lamiarum, Sagarum, Strigum ac Veneficarum totiusque cohortis magicae Cacodaemonia libri tres. Dat ys: nödige und nütte underrichtinge I. Van der Töverschen geschwinden list und geschicklicheit quodt thodoude, II. Unde dat Töverye eine Düvelsche Sünde sy, de wedder alle teyn Gebade Gades strydet. III. Unde, Wo eine Christlike Overicheit mit sodanen gemeinen Fienden Minschlikes geslechtes ummeghan schöle („Drei Bücher über die Allwirksamkeit der Vampire, Wahrsagerinnen, Zauberinnen und Giftmischerinnen und über die Hinterhältigkeit des ganzen zauberischen Heeres“), Hamburg 1587 (British Library; Digitalisat)
- Nucleus Historiarum – Oder Außerlesene, liebliche, denckwürdige unnd warhaffte Historien aus den glaubwürdigsten Alten unnd Newen Geschichtschreibern, Hamburg, 1598 (Digitalisat)